# Tuberculanostoma solitarium
Tuberculanostoma solitarium är en tvåvingeart som beskrevs av Doesburg 1955. Tuberculanostoma solitarium ingår i släktet Tuberculanostoma och familjen blomflugor. Inga underarter finns listade i Catalogue of Life.